# Ombre e Luci
Ombre e Luci è un periodico trimestrale italiano dedicato alla disabilità intellettiva, con particolare attenzione alla vita delle persone con disabilità, delle loro famiglie e delle comunità di riferimento. Fondata nel 1983, la rivista è pubblicata dall'associazione Fede e Luce e raccoglie testimonianze, riflessioni e approfondimenti su tematiche educative, sociali e spirituali legate alla disabilità.

## Storia
La rivista nasce come evoluzione di Insieme, un bollettino ciclostilato avviato nel gennaio 1977 per iniziativa di alcuni membri del movimento Fede e Luce. Insieme aveva l'obiettivo di condividere esperienze e riflessioni delle famiglie di persone con disabilità intellettiva e fu pubblicato fino al dicembre 1981, con un totale di 30 numeri.
Nel marzo 1983 esce il primo numero di Ombre e Luci, caratterizzato da un formato editoriale più strutturato e professionale. Fin dai primi numeri, la rivista ha ospitato articoli su esperienze di vita, questioni educative, spiritualità e inclusione sociale, ampliando progressivamente i temi trattati.
A partire dal 2010, la rivista ha affiancato alla versione cartacea un sito web che raccoglie e rende accessibili  tutti gli articoli pubblicati nel corso degli anni. Dal 2023 alcuni contenuti sono stati resi disponibili anche in lingua inglese su un sito dedicato.

## Contenuti

Copertina del numero 160 di Ombre e Luci

Ombre e Luci affronta tematiche legate al mondo della disabilità intellettiva, tra cui:
- Testimonianze: racconti in prima persona di persone con disabilità, familiari, operatori e volontari.
- Progetti ed esperienze: iniziative e percorsi educativi rivolti all’inclusione sociale.
- Approfondimenti: articoli su tematiche educative, sociali e culturali legate alla disabilità.
- Cultura: recensioni di libri, film e opere artistiche sul tema della disabilità.
- Spiritualità: riflessioni sul ruolo della fede nella vita delle persone con disabilità e delle loro famiglie.
- Vita comunitaria: esperienze di accoglienza e condivisione all'interno delle comunità di riferimento.

Nel corso degli anni, Ombre e Luci ha ospitato contributi di studiosi, educatori e attivisti impegnati nella promozione dei diritti delle persone con disabilità.

## Diffusione
La rivista è distribuita a livello nazionale attraverso abbonamenti e punti di diffusione legati all'associazione Fede e Luce. L'archivio digitale è consultabile online, e tutte le scansioni dei numeri storici sono state caricate su piattaforme di archiviazione aperta.